# Henry Wuorila-Stenberg
Henry John Carl Wuorila-Stenberg, född 6 februari 1949 i Helsingfors, är en finlandssvensk målare. 
Wuorila-Stenberg studerade 1967–1968 vid Finlands konstakademis skola och därefter vid bland annat Accademia di belle arti di Roma (1970–1971) och Staatliche Hochschule für bildende Künste i Berlin (1971–1974). Han började sin bana som figurativ expressionist med bilder av människogrupper i olika aktiviteter. Efter en nonfigurativ period, då han också utförde konstruktivistiska objekt, övergick han inspirerad av den tyska neoexpressionismen till ett starkt subjektivt uttryckssätt med verk som domineras av kraftiga färger och stark materialverkan; bilder där mängder av mänskliga, vanligen manliga ansikten och gestalter trängs mot en ofta helsvart fond. Han var professor i måleri vid Bildkonstakademin 1998–2005. Han tilldelades Finlandspriset 1996 och Pro Finlandia-medaljen 2004.